# Souther-Hillman-Furay Band
De Souther-Hillman-Furay Band was een Amerikaanse superband.

## Bezetting
- JD Souther (zang, gitaar)
- Chris Hillman (zang, basgitaar, voorheen The Byrds, The Flying Burrito Brothers, Manassas)
- Richie Furay (zang, gitaar, voorheen Buffalo Springfield, Poco)
- Paul Harris[1] (piano)
- Al Perkins[2] (steelgitaar)
- Joe Lala (percussie)
- Jim Gordon (drums, 1973–74)
- Ron Grinel[3] (drums, 1975–76)

## Geschiedenis
De band werd geformeerd in 1973 middels de invloedrijke muziekmanager David Geffen van Asylum Records. Hillman bracht drie verdere leden van zijn eerdere band Manassas mee in de band (Paul Harris, Joe Lala en Al Perkins). Als drummer werd Jim Gordon van Derek & the Dominos toegevoegd.
Er werden in totaal twee albums uitgebracht in de muziekstijl countryrock. In 1974 had de band met Fallin' in Love een hitsingle in de Amerikaanse hitlijst (#27). Ook het naar de band genoemde debuutalbum verkocht goed. Zoals bij vele andere superbands ontstonden er echter spanningen tussen de leden. Gordon verliet na de eerste plaatpublicatie de band en werd vervangen door Ron Grinel. Toen het tweede album Trouble in Paradise ondanks goede verkoopcijfers door de critici niet goed werd ontvangen, werd de band ontbonden en gingen de muzikanten elk hun eigen weg met een solocarrière.

## Discografie

### Albums
- 1974: The Souther-Hillman-Furay Band
- 1975: Trouble in Paradise